# 만유
만유(산스크리트어: मन्यु)는 베다 힌두교의 전쟁신이다. 그는 리그베다에 언급된 신이며, 그의 이름을 딴 만유 숙타에 그에게 헌정된 찬송가가 있다.

## 문학
틀:인도 신화

### 베다
리그베다의 찬송가는 만유를 "적들의 살해자", "자존하는 자", "천둥을 휘두르는 자", "많이 불리는 자"로 칭송한다. 만유는 인드라, 바루나, 아그니와 같은 신들과 동일시된다. 이 찬송가들은 만유에게 보물과 부, 전투에서의 힘, 그리고 적을 공포에 압도할 것을 간청한다.
아타르바베다 또한 카마에게 헌정된 찬송가에서 이 신을 언급한다.

### 브라흐마 푸라나
브라흐마 푸라나는 만유의 기원을 묘사한다. 한때 데바와 아수라 사이에 끔찍한 전쟁이 벌어졌는데, 전자가 패배했다고 한다. 데바들은 가우타미 강 계곡으로 가서 시바를 달래기 위해 고행을 했다고 한다. 파괴의 신은 그의 세 번째 눈에서 만유를 만들어내 데바들에게 주었다고 전해진다. 이어진 전투에서 만유의 도움으로 데바들은 승리할 수 있었다.

### 바가바타 푸라나
바가바타 푸라나에서는 시바를 만유라고 칭한다.

### 연관성
만유는 또한 열한 명의 루드라 중 한 명으로 묘사된다.
마드하바차리야와 같은 일부 철학자들은 만유가 비슈누의 아바타인 나라심하의 단순한 별칭이라고 주장했다.